# 兰苏园
兰苏园（英語：Lan Su Chinese Garden），原名波特兰中国古典园林（英語：Portland Classical Chinese Garden），又称醒兰园（英語：Garden of Awakening Orchids）是美国俄勒冈州波特兰的一座中国古典园林。它位于该市老城唐人街，占地大约40,000平方英尺（4,000平方）。该园是根据多座苏州古典园林的风格所设计并建造的。园名即是取波特兰的“兰”字和苏州的“苏”字。

## 历史
1980年代初期波特兰开始计划建造一座中式园林，而后在1988年苏州和波特兰成为了姐妹城市。波特兰市长维拉·卡茨在1990年代继续推动该计划，并帮助管理该园的非营利组织寻找建园地点。该园由匡振设计并由65位苏州工匠建造。建园土地是美国西北天然气公司以99年一美分的价格捐赠的。兰苏园于1999年7月破土动工，历时14个月耗资1280万美元建成。500吨包括太湖石在内的石料是从中国进口的。2000年9月14日，兰苏园正式开放。 中央湖泊曾多次出现问题，包括漏水和游客落水（因当地法律对栏杆高度有严格要求，仅此园内可以例外）等。2010年建园十周年之际正式改名为兰苏园。

## 图册

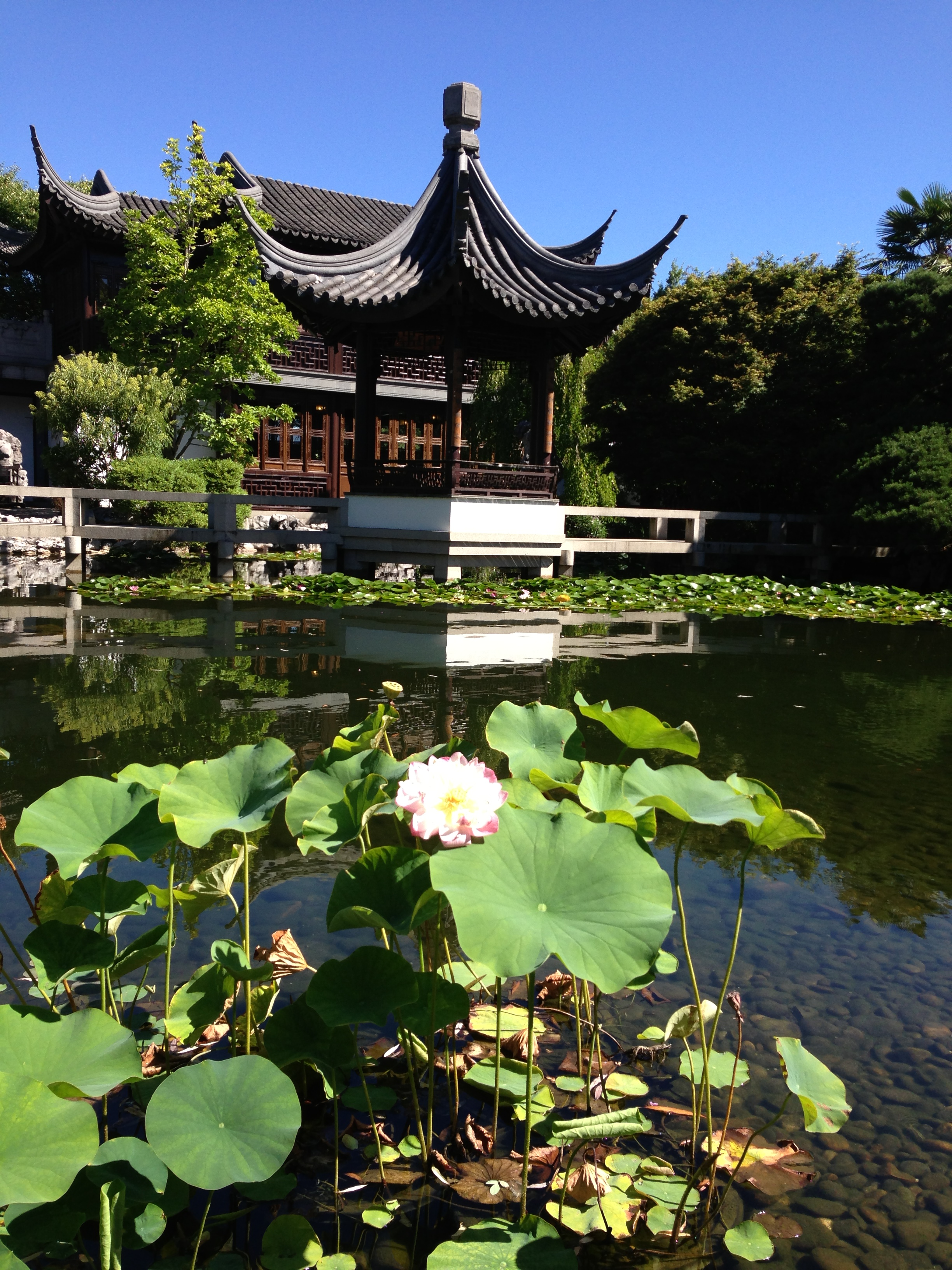
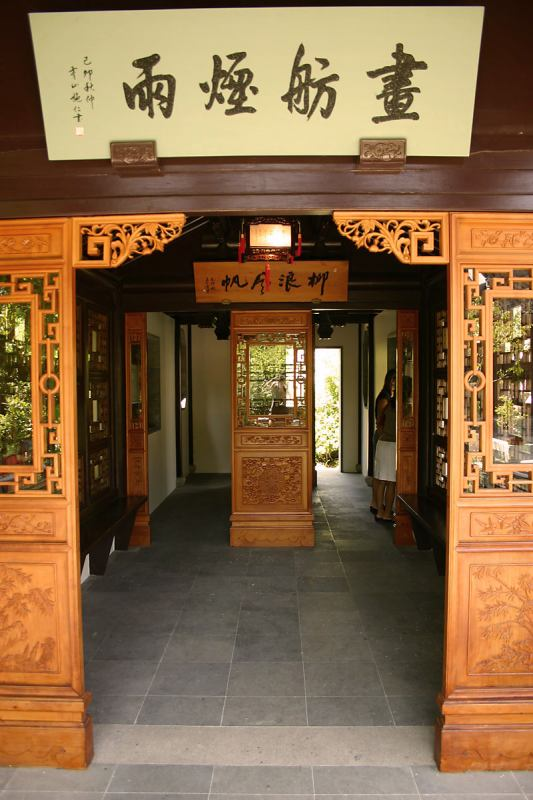
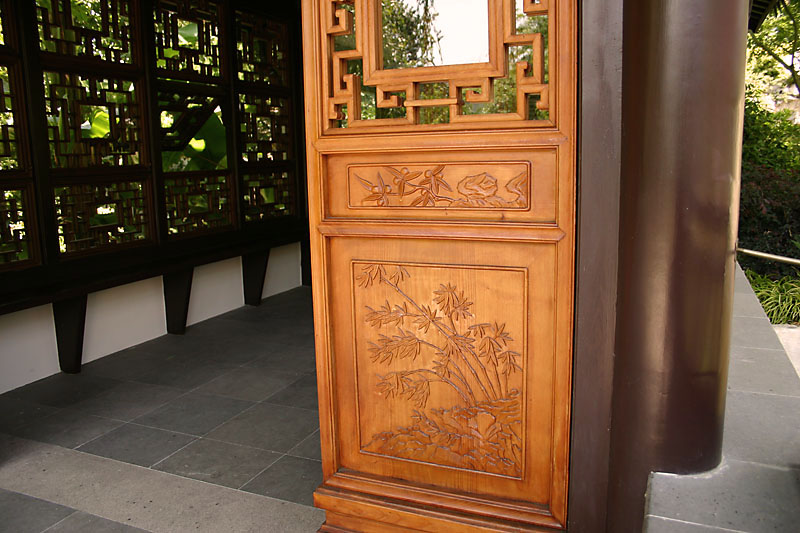